# داركو نيجاسميتش
داركو نيجاسميتش (مواليد 25 يناير 1999) هو لاعب كرة قدم كرواتي يلعب في مركز خط الوسط في نادي الشارقة الإماراتي.

## وصلات خارجية
- داركو نيجاسميتش على موقع اتحاد كرواتيا (الكرواتية)
- داركو نيجاسميتش على موقع قاعدة بيانات كرة القدم.إي يو (الإنجليزية)
- داركو نيجاسميتش على موقع Soccerway.com (الإنجليزية)
- داركو نيجاسميتش على موقع عالم كرة القدم.نت (الإنجليزية)